# 洛阳村客家彭宅
26°15′49″N 114°10′23″E / 26.26361°N 114.17306°E
洛阳村客家彭宅位于中国江西省遂川县大汾镇洛阳村，俗称乌鸦洛阳大屋，2005年被列为江西省文物保护单位。
彭氏原籍广东兴宁，清康熙三年（1664年）迁入本地，后以经营木材生意发家，于嘉庆十六年（1811年）建造大屋。传说升梁时有乌鸦落于梁上，遂称“乌鸦落梁”，后取谐音称“乌鸦洛阳大屋”。大屋平面呈长方形，东西长94米，南北宽49米，两层土木结构。大屋中央为“彭氏辉斗公祠”，左右共四列房屋，分别由四个房派居住。